# Nemadactylus douglasii
Nemadactylus douglasii är en fiskart som först beskrevs av Hector, 1875.  Nemadactylus douglasii ingår i släktet Nemadactylus och familjen Cheilodactylidae. Inga underarter finns listade i Catalogue of Life.